# آبشار یوتاج
آبشار یوتاج (به اسپانیایی: Yutaj، Salto) آبشاری است که در کشور ونزوئلا واقع شده‌است و بلندترین ریزشگاه آن ۶۷۴ متر ارتفاع دارد. این آبشار، سی و پنجمین آبشار بلند جهان است.